# Teen Spirit (album)
Teen Spirit è il secondo album in studio del gruppo pop svedese A*Teens, nato come tribute band degli ABBA. Il disco è uscito nel 2001 ed è il primo album della band a contenere anche canzoni originali.
Il brano Morning Light è una cover di E-Type.

## Tracce
Edizione internazionale
1. Upside Down – 3:14
2. ...to the Music – 3:22
3. Halfway Around the World – 3:41
4. Firefly – 3:07
5. Sugar Rush – 3:03
6. Rockin' – 3:27
7. Around the Corner of Your Eye – 4:12
8. Slammin' Kinda Love – 3:04
9. All My Love – 3:17
10. For All That I Am – 3:19
11. That's What (It's All About) – 3:17
12. Morning Light – 3:10
13. Back for More – 3:13

## Formazione
- Dhani Lennevald
- Marie Serneholt
- Amit Sebastian Paul
- Sara Lumholdt